# 莫羅佐瓦
47°35′3″N 30°35′55″E / 47.58417°N 30.59861°E
莫羅佐瓦（烏克蘭語：Морозова）是位於烏克蘭西南部的村莊，由敖德萨州贝雷济夫卡区的米科萊夫卡市鎮負責管轄。該村始建於1918年，面積0.46平方公里，海拔高度49米，2001年人口51，人口密度每平方公里110.87人。